# Cap Canaveral

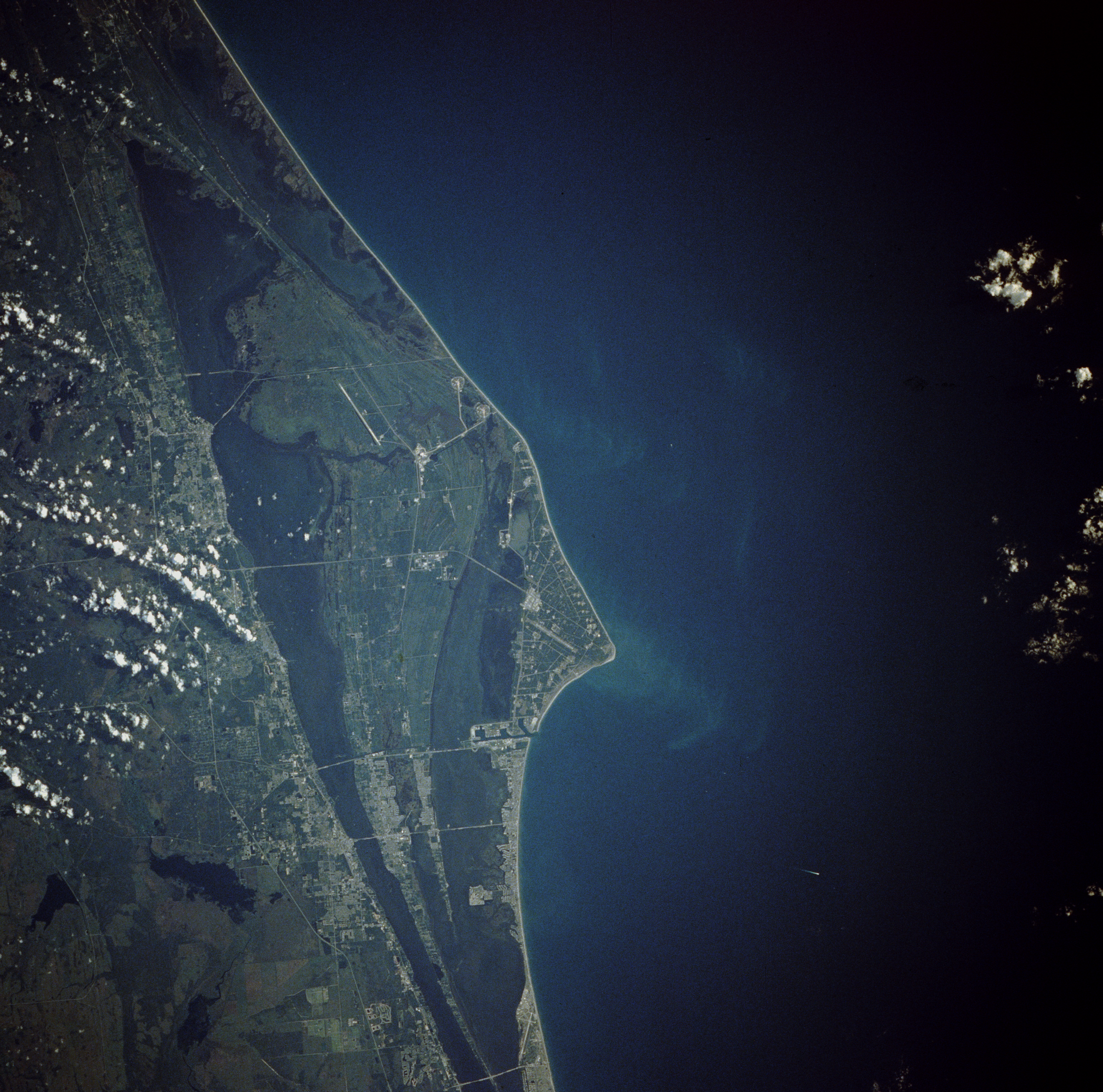
Cape Canaveral des de l'espai, agost de 1991

El cap Canaveral (anglès: Cape Canaveral, del castellà cañaveral, 'canyissar') és, des de l'any 1950, el principal centre de les activitats espacials dels Estats Units. És un cap del comtat de Brevard, Florida, als Estats Units, prop del centre de la seva costa atlàntica. Des del punt de vista geogràfic és un estret promontori que s'estén sobre l'oceà Atlàntic, a la costa de Florida.
Oficialment Cap Kennedy de 1963 a 1973, es troba a l'est de l'illa Merritt, separada d'ella pel riu Banana. Forma part d'una regió coneguda com la Costa Espacial, i és el lloc de l'Estació de la Força Espacial de Cap Canaveral. Tant aquesta estació com la del Centre Espacial Kennedy a l'illa Merritt adjacent, esdevenen els punts principals d'activitat aeroespacial dels Estats Units.
Altres característiques del cap inclouen Port Canaveral, un dels ports de creuers més concorreguts del món, i el far de Cap Canaveral. La ciutat de Cap Canaveral es troba just al sud del districte de Port Canaveral. El llac dels mosquits, l'Indian River, el Merritt Island National Wildlife Refuge l'illa Merritt i elCanaveral National Seashore també són característiques d'aquesta zona.

## Història
Els humans van ocupar la zona fa almenys uns 12.000 anys.
Durant el període arcaic mitjà, des del 5000 aC fins al 2000 aC, la regió cultural del període Mount Taylor va cobrir el nord-est de Florida, inclosa l'àrea al voltant de Cap Canaveral. A finals del període arcaic, des del 2000 aC fins al 500 aC, la cultura de Mount Taylor va ser succeïda per la cultura taronja, que va ser una de les primeres cultures d'Amèrica del Nord en produir ceràmica. La cultura taronja va ser seguida per la cultura de Sant Joan, des del 500 aC fins després del contacte europeu. L'àrea al voltant del riu Indian es trobava en la variant de l'Indian River de la cultura St. Johns, amb influències de la cultura Belle Glade al sud.
Durant el primer període colonial espanyol, la zona al voltant del riu Indi, al sud de Cap Canaveral, va ser ocupada pels ais, mentre que la zona al voltant de la llacuna dels mosquits, al nord del cap, va ser ocupada pel poble surruque. Els surruque estaven aliats amb els ais, però no és clar si aquests parlaven una llengua timucua o una llengua relacionada amb la llengua ais.
El corsari anglès John Hawkins i el seu cronista John Sparke van explicar el seu desembarcament a Cap Cañaveral al segle XVI. Un missioner presbiterià va naufragar aquí i va viure entre els indis.Altres històries parlen de supervivents francesos de la colònia de Jean Ribault a Fort Caroline, el vaixell del qual el Trinité va naufragar a les costes de Cap Canaveral el 1565 i va construir un fort amb les seves fustes.
Al segle xx, diverses comunitats van sorgir a Cap Cañaveral amb noms com Canaveral, Canaveral Harbour, Artesia i De Soto Beach. Tot i que la zona era predominantment una comunitat agrícola i pesquera, alguns visionaris van veure el seu potencial com a complex turístic per als estiuejants. Tanmateix, la caiguda de la borsa de 1929 va obstaculitzar el seu desenvolupament. A la dècada de 1930, un grup de periodistes rics va crear una comunitat anomenada "Journalista Beach", ara anomenada Avon by the Sea. Els germans Brossier van construir cases en aquesta zona i van començar una publicació titulada Evening Star Reporter que va ser el precursor de l'Orlando Sentinel.
La seva activitat com a base de llançament per a míssils va començar el 24 de juliol de 1950 experimentant amb coets V-2 modificats. El lloc era ideal perquè els llançaments es realitzaven en direcció Est i els míssils podien així ser seguits amb facilitat en el seu ascens i caure al mar sense causar cap dany.
En l'actualitat, aquell promontori arenós està esquitxat de desenes de rampes de llançament i compta amb una atapeïda xarxa de carreteres que l'uneixen amb els diversos laboratoris i centres de control. L'àrea està controlada en part per la NASA, l'organisme espacial nord-americana que s'ocupa dels programes espacials civils, i en part per la USAF, que organitza els militars.
El 1964 tota la zona és rebatejada Cape Kennedy, en honor del president nord-americà John F. Kennedy, assassinat l'any anterior. No obstant això, deu anys després, a conseqüència de múltiples protestes, va ser novament anomenat Cape Canaveral i el nom de Kennedy només va quedar pel centre espacial de la NASA.